# Jewhen Tscheberjatschko
Jewhen Oleksandrowytsch Tscheberjatschko (ukrainisch Євген Олександрович Чеберячко; englische Transkription Yevhen Oleksandrovych Cheberyachko; * 19. Juni 1983 in Kiew, Ukrainische SSR) ist ein ehemaliger ukrainischer Fußballspieler, der die meiste Zeit für Dnipro Dnipropetrowsk in der Premjer-Liha, der höchsten ukrainischen Spielklasse, spielte.
Er bestritt 27 Länderspieleinsätze für die ukrainische U21-Nationalmannschaft und bisher 2 Länderspieleinsätze bei Freundschaftsspielen in der Saison 2010 und 2011 für die Fußballnationalmannschaft der Ukraine.